# Konstantin Dahr

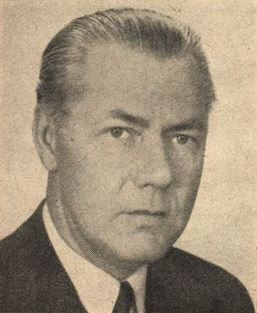
Konstantin Dahr.

Konstantin Dahr, född 13 april 1898 i Jönköping, död 8 november 1953, var en svensk ingenjör.
Dahr, som var son till folkskoleinspektören och riksdagsmannen Robert Johansson-Dahr och Jenny Wigh, avlade studentexamen i Jönköping 1916, avgångsexamen från Kungliga Tekniska högskolan (elektroteknik) 1921, blev filosofie kandidat vid Stockholms högskola 1923, filosofie magister 1924, filosofie licentiat 1926 och filosofie doktor 1939. Han var ingenjör vid Telegrafverkets linjebyrå 1921–1922, assistent i elektrisk mätteknik vid Kungliga Tekniska högskolan 1922–1925 och 1928–1931, assistent i telegrafi och telefoni där 1923–1925, förste assistent på laboratoriet för elektrisk mätteknik samt telegrafi och telefoni 1927, assistent i matematik och mekanik 1925 och 1927–1929, assistent i matematik 1927–1931 samt uppehöll en del av undervisningen och examinationen i teoretisk elteknik 1925–1927 och 1929. Han var lärare i elteknik vid Tekniska skolan i Stockholm 1924–1925, i elektricitetslära och elteknik vid Artilleri- och ingenjörhögskolan 1928–1932, i elteknik vid Kungliga Sjökrigshögskolan 1931–1932, lektor i elteknik och maskinteknik vid tekniska läroverket i Örebro 1932 och professor i elektromaskinlära vid Chalmers tekniska högskola från 1943. Han invaldes som ledamot av Kungliga Vetenskaps- och Vitterhetssamhället i Göteborg 1944.
Dahr var gift med läroverksadjunkten Märta Dahr, född Pleijel, och därigenom svärson till Henning Pleijel.